# Rieju RS2
De Rieju RS2 is een schakelbrommer van het Spaanse bedrijf Riera Y Juanola S.A.. De RS2 is een straatracer. De RS2 volgde in 2003 de RS1 Evolution op. Een van de grootste wijzigingen was een strakker uiterlijk van de voorkant. De brommer wordt over het algemeen geplaagd door roestvorming, dit is in de nieuwere modellen verholpen.
Er zijn drie uitvoeringen van de RS2 brommer, namelijk de RS2 Matrix, de basisuitvoering. De RS2 matrix pro is motorisch gelijk aan de RS2 Matrix, maar heeft wat extra dingen zoals een digitale kilometerteller en een gasvering. Ook zijn ze niet in de standaard kleuren te krijgen, maar in oranje, blauw en lichtgroen met stickers erop, en zwart met rode strepen. De derde uitvoering is RS2 125, de 125 cc uitvoering. Deze motor verschilt alleen motorisch van de Matrix, en er zijn andere kleuren beschikbaar.
|                 | Rieju RS2 Matrix                                    | Rieju RS2 Matrix Pro                                            | Rieju RS2 125                                                                            |
| --------------- | --------------------------------------------------- | --------------------------------------------------------------- | ---------------------------------------------------------------------------------------- |
| Motor           | Vloeistofgekoelde tweetakt, Minarelli AM6           | Vloeistofgekoelde tweetakt, Minarelli AM6                       | Vloeistofgekoelde viertakt                                                               |
| Cilinderinhoud  | 50cc                                                | 50cc                                                            | 125cc                                                                                    |
| Boring x slag   | 40,3 x 39 mm                                        | 40,3 x 39 mm                                                    | 54 x 54 mm                                                                               |
| Carburatie      | Dell'Orto PHBN 16                                   | Dell'Orto PHBN 16                                               | Mikuni VM20SS                                                                            |
| Versnellingen   | Zes                                                 | Zes                                                             | Vijf                                                                                     |
| Frame           | Stalen frame, elektrisch gelast                     | Stalen frame, elektrisch gelast                                 | Stalen frame, elektrisch gelast                                                          |
| Vering          | Voor hydraulische vork, achter één schokdemper      | Voor hydraulische vork, achter één schokdemper                  | Voor hydraulische vork, achter één schokdemper                                           |
| Remmen          | Voor en achter enkele geperforeerde 282 mm schijven | Voor enkele 280 mm en achter enkele geperforeerde 220 mm schijf | Voor dubbele geperforeerde 280mm schijven, achter een enkele geperforeerde 220 mm schijf |
| Gewicht         | 109,5 kg                                            | 107 kg                                                          | 107 kg                                                                                   |
| Vermogen        | onbegrensd circa. 1,3KW                             | onbegrensd circa. 1,3KW                                         | Niet beschikbaar                                                                         |
| Topsnelheid     | 45 km/u begrensd, circa 90–95 km/h onbegrensd.      | 45 km/u begrensd, circa 90–95 km/h onbegrensd.                  | Niet bekend.                                                                             |
| Tankinhoud      | 10,7 liter                                          | 10,7 liter                                                      | 7,4 liter                                                                                |
| Benzineverbruik | Begrensd 1:30, onbegrensd 1:20                      | Begrensd 1:30, onbegrensd 1:20                                  | Niet beschikbaar                                                                         |